# Félix Voisin (médecin)
Pour les articles homonymes, voir Félix Voisin.
Félix Voisin (né le 19 novembre 1794 au Mans – mort le 23 novembre 1872 à Vanves) est un psychiatre français.

## Biographie
Il étudie la médecine à Paris, où il obtient son doctorat en 1819.
Disciple d'Esquirol, il fonde en 1822 avec Jean-Pierre Falret la Maison de santé privée de Vanves dont le parc, racheté par la municipalité en 1933, deviendra le « Parc Falret », actuel « Parc Frédéric-Pic ».
Voisin a été des principaux défenseurs des théories phrénologiques de Franz Joseph Gall (1758-1828) et Johann Spurzheim (1776-1832), et il est considéré comme l'un des membres les plus en vue de l'école française de phrénologie.
Il est maire de Vanves de 1832 à 1839. Il est enterré au cimetière de Vanves.

## Famille
- Il est l'oncle de Félix Voisin (1832-1915), magistrat et homme politique français[3].
- Il est également l'oncle d'Auguste Voisin (1829-1898), psychiatre, vice-président de la société d'hypnologie[4] et gendre de l'éditeur Jean-Baptiste Baillière[5].

## Distinctions et hommages
- Chevalier de la Légion d'honneur (le 20 avril 1841[6])
- Une rue de Paris porte son nom : rue Félix-Voisin[7].

## Œuvres
- Des causes morales et physiques des maladies mentales (1826).
- De l’Homme animal (1839).
- Du traitement intelligent de la folie et application de quelques-uns de ses principes à la reforme des criminels (1847).
- Analyse de l'entendement humain (1851).